# 弗拉热-埃谢佐
弗拉热-埃谢佐（法語：Flagey-Echézeaux，法語發音：[flaʒɛ ɛʃezo]）是法国科多尔省的一个市镇，属于博讷区。

## 地理
弗拉热-埃谢佐（47°9'58"N, 4°58'51"E）面积8.06 平方千米，位于法国勃艮第-弗朗什-孔泰大區科多尔省，该省份为法国中东部省份，北起奥布省，西接涅夫勒省和约讷省，南至索恩-卢瓦尔省，东南接汝拉省，东临上索恩省，东北部与上马恩省接壤。
与弗拉热-埃谢佐接壤的市镇（或旧市镇、城区）包括：尚博勒米西尼、邦库尔勒布瓦、圣贝尔纳、维勒比绍、沃讷-罗马内、武若、日伊莱西托、尼伊圣乔治。

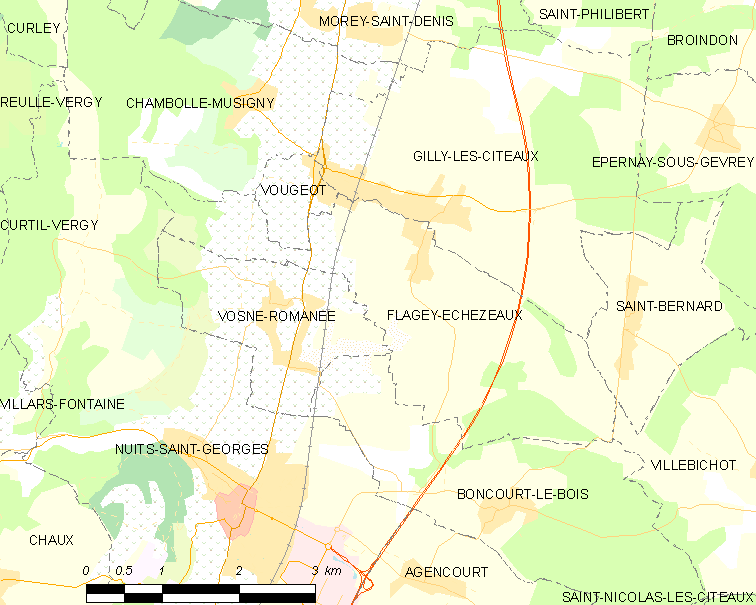
弗拉热-埃谢佐的OSM定位图

弗拉热-埃谢佐的时区为UTC+01:00、UTC+02:00（夏令时）。

## 行政
弗拉热-埃谢佐的邮政编码为21640，INSEE市镇编码为21267。

## 政治
弗拉热-埃谢佐所属的省级选区为尼伊圣乔治县。

## 人口

1962-2008年间弗拉热-埃谢佐人口变化图示

弗拉热-埃谢佐于2022年1月1日时的人口数量为494人。